# Székelyszentimre
Székelyszentimre egykor önálló, középkori település, mely a 16. század vége óta a jelenleg Hargita megyéhez tartozó Székelyudvarhely része.

## Története
A falut 1566-ban Zentijmreh néven említik először. Az egy évvel későbbi regestrum 4 kapuval jelzi. A falu ekkor a székelyudvarhelyi vár tartozéka volt.
1577-ben Báthory Kristóf erdélyi vajda a városhoz csatolta a települést. Emlékét ma már csak a Szentimre utca őrzi.
A hagyomány szerint a falu Szent Imre tiszteletére szentelt temploma a várostól délre, egy, a néphagyomány által Pusztának nevezett helyen állt. A templomra vonatkozó hagyományt Orbán Balázs is feljegyezte, a hely régiségét pedig az is megerősíti, hogy a templom feltételezett helyén Orbán szerint sok Szent László király korabeli érmét is találtak.